# شبانه (فیلم)
شبانه فیلمی به کارگردانی و نویسندگی امید بنکدار و کیوان علیمحمدی و تهیه‌کنندگی عبدالرضا ساعتچی‌فرد ساخته سال ۱۳۸۳ است.
این فیلم در دی ۱۳۸۸ بر روی پرده سینما رفت.

## خلاصه داستان
دختری به نام به همراه دو دوستش، ساناز و خاطره به قصد گذراندن شبی خوش از خانه خارج می‌شوند. اما اتفاق ناگواری که برای برادرش رخ می‌دهد و حوادث تازه‌ای را برای او و دوستانش رقم می‌زند.

## جشنواره‌ها
فیلم شبانه در بیست و چهارمین دوره جشنواره فیلم فجر (۱۳۸۴) در بخش بهترین فیلم اول کاندیدا مسابقات بود.
همچنین این فیلم در دهمین دوره جشن خانه سینما (۱۳۸۵) در بخش بهترین جلوه‌های ویژه (محسن روزبهانی) کاندیدا مسابقات بود.